# Murkart
Murkart ist eine Siedlung, eine ehemalige Burg und ein ehemaliges Kloster in der politischen Gemeinde Frauenfeld im Kanton Thurgau in der Schweiz.

## Geographie
Murkart liegt an der Murg südöstlich von Frauenfeld und war von 1809 bis 1919 Teil der ehemaligen Ortsgemeinde Huben. Burg und Kloster standen nördlich davon auf einem Geländesporn.
Murkart liegt an der Strasse Frauenfeld–Matzingen und hatte bis 2018 eine Haltestelle der Frauenfeld-Wil-Bahn.

## Geschichte
Die Siedlung wurde 1244 erstmals als Murcharth urkundlich erwähnt. Murkart gehörte vermutlich den Freiherren von Murkart und kam im 12. Jahrhundert an die Freiherren von Regensberg. 1244 kaufte das Kloster Kreuzlingen Murkart.
Um 1360 wird eine Kapelle erwähnt, 1437 bestand ein Bruder- und nach 1467 ein Schwesternhaus. 1462 verpachtete das Kloster Kreuzlingen Murkart an die Stadt Frauenfeld, die es 1592 erwerben konnte. Das Provinzialkapitel der franziskanischen Observanten nahm die Schwesterngemeinschaft von Murkart 1522 in ihren Orden auf. 1529 verliessen die Nonnen den Konvent.
In Murkart wurde im 18. und 19. Jahrhundert nach Steinkohle gesucht, allerdings ohne Erfolg.
1862 bis 1931 existierte eine Spinnerei,
1939 bis 1972 eine Färberei.

## Wirtschaft
Auf dem Fabrikgelände in Murkart waren von 1900 bis 1931 die Zwirnerei Salzmann-Däniker und von 1939 bis 1972 die Färberei Dr. Emil Schlumpf tätig. Auf dem Areal befindet sich einer der letzten und höchsten Industriehochkamine im Kanton Thurgau. Er ist seit längerem nicht mehr in Betrieb.